# Václav Červinka
Václav Červinka (16. ledna 1922 Český Dub – 15. května 2007 Litoměřice) byl římskokatolický kněz, rektor kněžského semináře v Litoměřicích, osobní děkan, kanovník katedrální kapituly u sv. Štěpána v Litoměřicích, arcibiskupský rada olomoucké arcidiecéze, soudce interdiecézního soudu v Praze.

## Život
Václav Červinka se narodil 16. ledna 1922 v městě Český Dub na Liberecku. Jako chlapec byl vychováván mezi choralisty na poutním místě Svatá Hora u Příbrami, později byl vzděláván na Biskupském gymnáziu v Bohosudově a ještě později na Arcibiskupském gymnáziu Praha-Bubeneč. Kněžské svěcení přijal 29. června 1946 v Praze. Od 1. srpna 1946 nastupuje jako kaplan v Semilech, po roce je povolán do Prahy jako vicerektor kněžského semináře, v této funkci zažil i stěhování semináře do Litoměřic. Od 1. října 1948 nastoupil jako kaplan v Železném Brodě a zároveň byl ustanoven administrátorem farností Bzí a Šumburku - Jistebska. V únoru 1951 se stal administrátorem děkanství Dubá na Českolipsku, zároveň byl správcem neobsazené farnosti Bořejov, Medonosy, Tuhaň a Pavlovice.
Když biskup litoměřické diecéze Štěpán Trochta, ve smyslu Motu proprio papeže Pavla VI. Ecclesiae Sanctae z 6. srpna 1966 a dekretů II. vatikánského koncilu, zřídil dne 28. března 1969 Diecézní kněžskou radu, jmenoval do ní také Václava Červinku.
Dne 1. června 1970 byl jmenován vikářem českolipského vikariátu. V roce 1970 se stal osobním děkanem a 28. září 1972 byl instalován jako kanovník katedrální kapituly v Litoměřicích s kanonikátem hilleánským. 0d října roku 1972 administroval Litoměřické děkanství a nedalekou farnost Žitenice. 1. září 1974 nastoupil v kněžském semináři v Litoměřicích jako rektor, tuto funkci pak zastával po 13 let. V lednu 1983 odchází na litoměřickou diecézní konzistoř, kde poté bydlel až do smrti a na konzistoři pracoval. Dne 11. dubna 1995 přijal službu probošta litoměřické kapituly a tuto funkci, která byla od roku 1972 v sedisvakanci, zastává 3 roky. Dne 28. února 1997 jej papež Jan Pavel II. jmenoval čestným papežským prelátem. Na přelomu let 2006 / 2007 byl pro zhoršující se zdravotní stav hospitalizován v litoměřické nemocnici a později v litoměřickém hospici, odkud byl propuštěn domů, kde za krátký čas, obklopen příkladnou péčí, umírá 15. května 2007. Zajímavé je, že do poslední chvíle sloužil denně mši svatou. Dne 23. května 2007 byl pohřben do kanovnické hrobky na litoměřickém hřbitově.